# Geckobia naultini
Geckobia naultini är en spindeldjursart som beskrevs av Womersley 1941. Geckobia naultini ingår i släktet Geckobia och familjen Pterygosomatidae. Inga underarter finns listade i Catalogue of Life.